# Wat een planeet
Wat een planeet is een musical uit 1973 geproduceerd door John de Crane en Gislebert Thierens, met tekst van Annie M.G. Schmidt en muziek van Harry Bannink in regie van Paddy Stone. De hoofdrollen werden gespeeld door onder anderen Conny Stuart en Willem Nijholt.

## Inleiding
Het was na Heerlijk duurt het langst en En nu naar bed de derde musical van Schmidt. De ontwikkelingen leidend tot de musical werden in de Nederlandse pers sinds november 1972 gevolgd. Ze gaf bij de repetities in Theater Carré toe dat de musical geschreven is vanuit een pessimistisch standpunt. Ze zag steeds meer groen verdwenen ten faveure van bouw met name in de Randstad. Ook gruwde ze van zogenaamde cultuurpaleizen waar een samenbundeling plaatsvond tussen allerlei activiteiten (cultuur, vergaderingen etc.). De uiteindelijk derde versie van de musical ging op 9 november 1973 in première. Toch begon het al bij die repetities te schuren. Schmidt en Bannink geneerden zich af en toe voor de liedjes. De pers bleef onverminderd positief.   Na de première was de Nederlandse pers kritisch, De Waarheid vatte het samen als "Mager verhaal, professioneel gebracht"   Volgens berichten in de Volkskrant van februari 1984 zouden er ondanks de kritiekpunten 296 voorstellingen gegeven zijn. 
Annie M.G. Schmidt was uiteindelijk ook niet tevreden met het resultaat: "Een gemeenschapsgebouw, een soort cultureel centrum, waarin zich allerlei activiteiten afspelen, van modeshow en tapdance tot commissievergadering. Meer een reeks taferelen dan een aaneensluitend verhaal. Wat een planeet had te veel te zeggen, zodat het een Babylonische spraakverwarring werd." Ook Harry Bannink was teleurgesteld: "Het kwam moeilijk van de grond. Het was een van de meest problematische musicals." 

## Verhaal
In een cultureel centrum maken wethouder De Haan (Joan Remmelts) en pannenmerkeigenaar De Vink (John Koch) plannen voor de aanleg van nieuwe gebouwen en wegen ten koste van lokale volkstuintjes. Hier komt verzet tegen door Julie (Jennifer Willems) en haar actiegroep. Koffiejuffrouw De Wit (dubbelrol van Conny Stuart), conciërge Daan en coördinator De Vries (dubbelrol van Willem Nijholt) zijn hier getuige van. De demonstranten verliezen de strijd, waarna de volkstuintjes tegen de vlakte gaan en er slechts beton over blijft.

## Langspeelplaat
Op 17 december 1973 werd de langspeelplaat van de musical gepresenteerd met de volgende liedjes. 
- Kom dichtbij
- Kwik in de vis
- De dupe
- Ze weten niet wat leven is
- Daar staat 'n emmer
- Wees een beetje aardig
- Schaarste
- Ik zoek m'n identiteit
- De ceremoniemeester
- Radijs
- Wat een planeet
- En toen